# Ambelania
Genre
Classification APG III (2009)
Synonymes
- Bentheca Neck.
- Kasailo Dennst.
- Willughbeia Scop.
- Willughbeja Schreb., 1789[1]

Ambelania est un genre de plantes à fleurs de la famille des Apocynaceae. Il compte entre 3 et 24 espèces d'arbres sud-américains. 
L'espèce type est Ambelania acida Aubl.

## Description
Ambelania regroupe des arbres du sous-bois. Le tronc est cylindrique. Les tiges sont épaisses, glabre, opposées, sans piquant, cylindriques mais aplaties aux nœuds. Un latex blanc, abondant s'écoule en cas de blessure. Des collétères interpetiolaires forment une crête distincte.
Les feuilles sont opposées. Les pétioles sont dépourvus de collétères. 
Les limbe est coriace.
Les nervures secondaires ne se rejoignent pas, et courent presque jusqu'à la marge.
Les nervures tertiaires sont indistinctes. 
Les inflorescences sont axillaires ou cauliflores. 
Les fleurs comportent de petits sépales inégaux, sans collétères.
La corolle est blanche, en forme de coupe, comporte un tube cylindrique, partiellement pubescent à l'intérieur.
Les lobes sont obtus organisés en estivation senestre lorsqu'ils sont en bouton.
Les étamines sont insérées à la base du tube de la corolle, détachées du sommet du style.
L'ovaire est un syncarpe à 2 loges contenant de nombreux ovules.
Les fruits sont des baies, étroitement ellipsoïdes, pyriformes, à pulpe blanche comestible, et produisent abondant un latex blancs. 
Les graines sont brunes, ellipsoïdes, glabres, avec le testa alvéolé, l'embryon droit, et les cotylédons très courts.

## Protologue

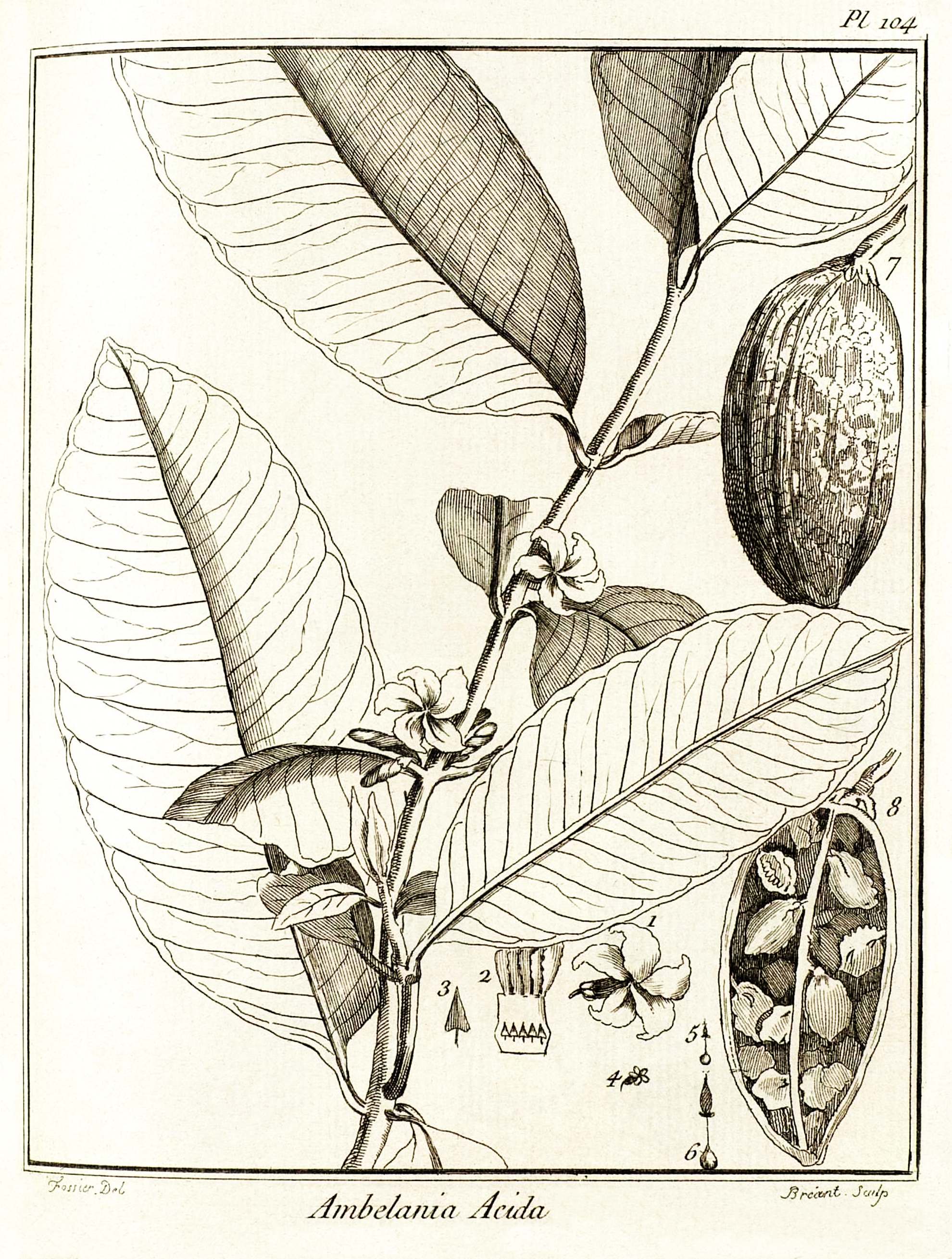
Ambelania acida par Aublet (1775) :
Planche 104. - 1. Corolle. - 2. Corolle ouverte. Étamines. - 3. Étamine ſéparée. - 4. Calice. - 5. Piſtil de grandeur naturelle. - 6. Ovaire. Style. Stigmate. - 7. Capſule ou fruit. - 8. Moitié de Capſule. Cloiſon. Semences.

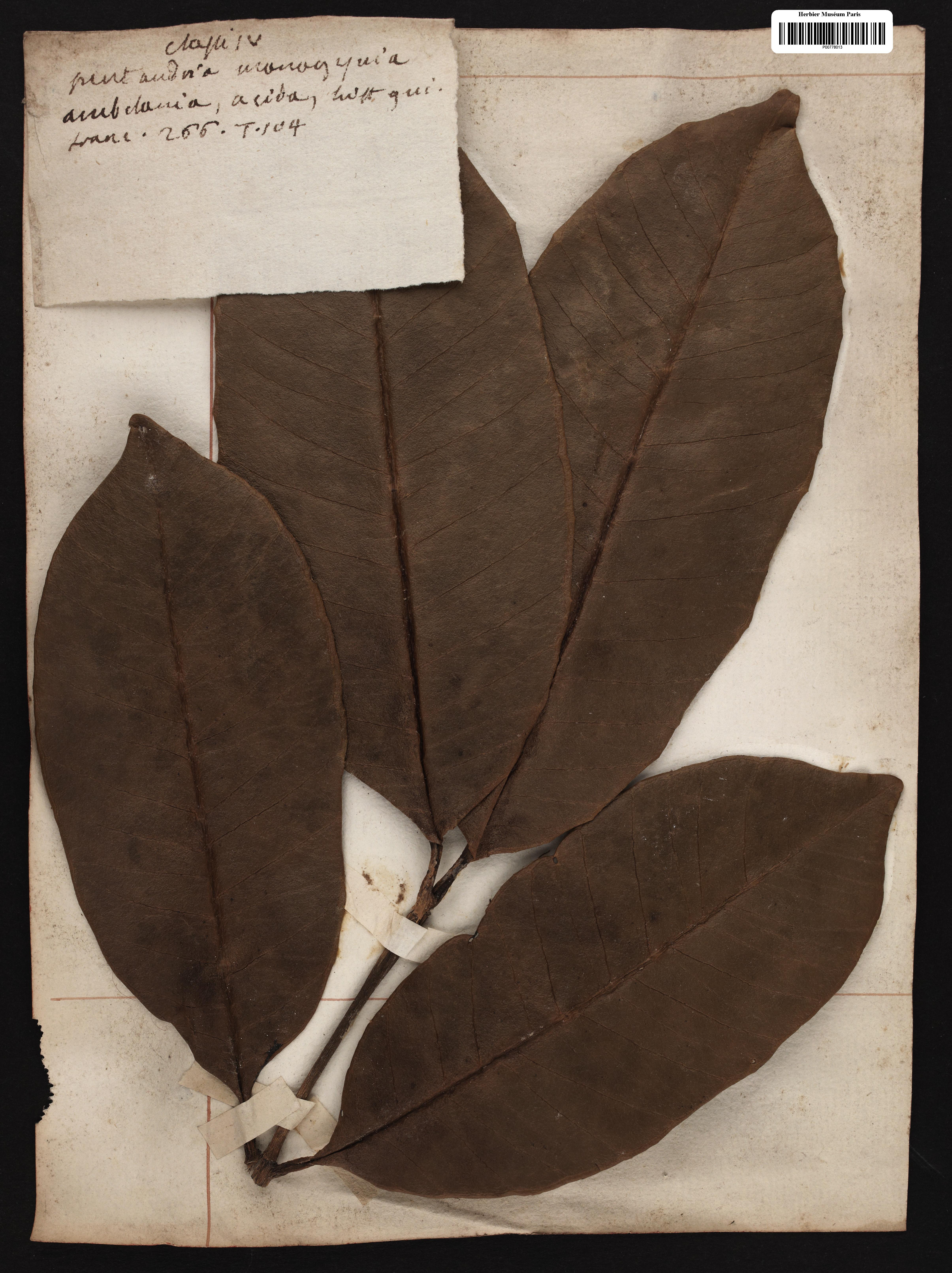
échantillon type de Ambelania acida collecté par Aublet en Guyane

En 1775, le botaniste Aublet propose le protologue suivant : 
« AMBELANIA. (Tabula 104.)
CAL. Perianthium monophyllum, breviſſimum, carnoſum, quinque-partitum, laciniis acutis. 
COR. monopetala, ſubalbida ; tubus cylindraccus, baſi ampliatus, receptaculo germinis inſidens ; limbus patens, quinquehdus, lobis inasqualibus, undulatis, ſubrotundis, acutis. 
STAM. Filamenta quinque, breviſſima, verſùs fundum tubi inferta ; antheræ ſagittatæ, biloculares. 
PIST. Germen ſubrotundum. Stylus oblongus, tetragonus. Stigma craſſum, capitato-ovatum, ſtriatum, orbiculo piano inſidens, ad apicem bicuſpidatum. 
PER. Bacca flava, ovato-oblonga, acuta, carnoſa, rugoſa, glabra, bilocularis. 

SEM. ſubrotunda, compreſſa, ferruginea, aſpera, diſſepimento adnexa. »
— Fusée-Aublet, 1775.

## Espèces
Selon World Flora Online (WFO) (17 janvier 2022) :
- Ambelania acida Aubl.
- Ambelania duckei Markgr.
- Ambelania occidentalis Zarucchi

Selon GBIF (17 janvier 2022) :
- Ambelania acida Aubl.
- Ambelania duckei Markgr.
- Ambelania macrosiphon Huber
- Ambelania markgraviana Monach.
- Ambelania occidentalis Zarucchi
- Kasailo racemosa Dennst.
- Willughbeia celebica Blume

Selon Tropicos (26 mai 2013) (Attention liste brute contenant possiblement des synonymes) :
- Ambelania acida Aubl., 1775
- Ambelania camporum Glaz., 1910
- Ambelania cucumerina Miers, 1878
- Ambelania cuneata Müll. Arg., 1860
- Ambelania duckei Markgr., 1935
- Ambelania edulis (Roxb.) J. Presl, 1846
- Ambelania grandiflora Huber, 1902
- Ambelania lanceolata Markgr., 1971 [1972]
- Ambelania laxa (Benth.) Müll. Arg., 1860
- Ambelania longiloba Markgr., 1971
- Ambelania lopezii Woodson, 1951
- Ambelania lucida (Kunth) Markgr., 1941
- Ambelania macrophylla Müll. Arg., 1860
- Ambelania macrosiphon Huber,
- Ambelania markgrafiana Monach., 1945
- Ambelania occidentalis Zarucchi, 1987 [1988]
- Ambelania oleifolia Monach., 1958
- Ambelania pantchenkoana Markgr., 1975
- Ambelania parviflora Markgr., 1983
- Ambelania quadrangularis Müll. Arg., 1860
- Ambelania sagotii Müll. Arg., 1860
- Ambelania tenuiflora Müll. Arg., 1860
- Ambelania ternstroemiacea (Müll. Arg.) Monach., 1945
- Ambelania zschokkeiformis Markgr., 1935